# Martí de Barcelona
Martí de Barcelona fou el nom religiós del caputxí català Jaume Bagunyà i Casanovas (Barcelona, aprox. 1895 — Montcada i Reixac, Vallès Occidental, 1936).

## Biografia
Ingressà a l'orde dels caputxins i s'establí al convent dels caputxins de Sarrià. Es llicencià en història a la Universitat de Lovaina, i des del 1926 dirigí la revista Estudis Franciscans. El 1924 edità la Història de la primacia de la seu de Tarragona, de Jaume Caresmar. Especialitzat en Francesc Eiximenis, en transcriví la Doctrina compendiosa en 1929, que de fet, com es demostrà posteriorment, és atribuïda a Francesc Eiximenis, i tot i que el llibre està inspirat en el seu pensament i doctrines, no fou escrit directament per ell. Amb els també caputxins Norbert d'Ordal i Feliu de Tarragona, transcrigué tres-cents cinquanta-dos capítols del Terç de Lo Crestià (1929-32). També el seu interessant Ars Praedicandi Populo (Art de predicació al poble), descobert per ell a Cracòvia. Així mateix, escrigué nombrosos articles sobre societat i cultura catalana medieval. Fou assassinat per la FAI a l'inici de la Guerra Civil Espanyola. Fou beatificat a la catedral de Barcelona el dia 21 de novembre 2015 junt amb altres religiosos caputxins assassinats durant la persecució religiosa de 1936.

## Obres

### Edicions d'obres de Francesc Eiximenis
- Doctrina Compendiosa. Barcelona. Editorial Barcino. 1929. 157 pp.

Text i anotació pel P. Martí de Barcelona, O.F.M. Cap.
“Els Nostres Clàssics”. Col·lecció A (Volums en dotzau) nº 24.
- Terç del Crestià. Volum I. Barcelona. Editorial Barcino. 1929. 318 pp.

Text i anotació pels Pares Martí de Barcelona i Norbert d'Ordal, O.F.M. Cap.
“Els nostres clàssics”. Col·lecció B (Volums en quart), nº 1.
- Terç del Crestià. Volum II. Barcelona. Editorial Barcino. 1930. 302 pp.

Text i anotació pels Pares Martí de Barcelona i Norbert d'Ordal, O.F.M. Cap.
“Els nostres clàssics”. Col·lecció B (Volums en quart), nº 2.
- Terç del Crestià. Volum III. Barcelona. Editorial Barcino. 1932. 296 pp.

Text i anotació pels Pares Martí de Barcelona i Feliu de Tarragona, O.F.M. Cap.
“Els nostres clàssics”. Col·lecció B (Volums en quart), nº 4.
- L'Ars Praedicandi de Fra Francesc Eiximenis. Martí de Barcelona, O.F.M. Cap. Dins Homenatge a Antoni Rubió i Lluch. Miscel·lània d'Estudis Literaris, Històrics i Lingüístics. Vol. II. Barcelona. 1936. 301-40. (llatí)

### Altres treballs
- Fra Francesc Eiximenis. O.M. (1340?-1409). La seva vida, els seus escrits, la seva personalitat literària. EF, XL. 1928. 437-500.
- L'Església i l'Estat segons Francesc Eiximenis (I). Criterion, VII. Octubre-Desembre 1931. 325-38.
- L'Església i l'Estat segons Francesc Eiximenis (II). Criterion, VIII. 1932. 337-47.
- Notes descriptives dels manuscrits medievals de la Biblioteca Nacional de Madrid. EF, XLV. 1933. 337-404.
- Catalunya vista per Francesc Eiximenis. EF, XLVI. 1934. 79-97.
- Nous documents per a la biografia d'Arnau de Vilanova. AST XI. 1935. 85-128.
- Regesta de documents arnaldians coneguts. EF, XLVII. 1935. 261-300.
- La cultura catalana durant el regnat de Jaume II. EF XCI (1990), 213-295; XCII (1991), 127-245 i 383-492.